# Art Shell
Arthur Shell (* 26. November 1946 in Charleston, South Carolina) ist ein ehemaliger US-amerikanischer American-Football-Spieler und -Trainer. Er spielte als Offensive Tackle in der National Football League (NFL) bei den Oakland/Los Angeles Raiders.

## Jugend
Art Shell Jr. wurde als Sohn von Art Shell Sr., eines Papiermachers in Charleston geboren. Im Alter von zehn Jahren starb seine Mutter und er und seine Geschwister wurden alleine von dem Vater aufgezogen. Im Laufe der nächsten Jahre übernahm er zunehmend die Erziehung seiner vier jüngeren Geschwister. Auf der High School spielte er Football und Basketball. In beiden Sportarten wurde er aufgrund seiner sportlichen Leistungen in die Staatsauswahl gewählt. Nach seinem Schulabschluss erhielt er ein Stipendium am Maryland State College.

## Spielerlaufbahn

### Collegekarriere
Arthur Shell spielte auch am College Football und Basketball. Von seiner Footballmannschaft wurde er in den ersten beiden Studienjahren als Center und als Defensive Tackle eingesetzt. In den nachfolgenden beiden Jahren erhielt er auch Einsatzzeit als Tackle in der Offensive Line. Shell wurde dreimal in die Ligaauswahl gewählt und erhielt 1967 seine Ernennung zum All-American.

### Profikarriere
Art Shell wurde im Jahr 1968 von den Oakland Raiders in der dritten Runde an 80. Stelle gedraftet. Der Trainer der Raiders, John Rauch, setzte ihn als Rookie  in den Special Teams der Raiders ein. Im Jahr 1968 konnte Shell mit den Raiders in das AFL-Endspiel einziehen. Die Mannschaft unterlag aber den von Weeb Ewbank trainierten New York Jets mit 27:23. Im Jahr 1969 übernahm John Madden das Traineramt bei den Raiders. Shell erhielt erste Einsatzzeit als Offensive Tackle in der Offensive Line der Mannschaft aus Oakland. Er wurde dabei neben Guard Gene Upshaw auf der linken Seite der Offensive Line eingesetzt. Beide sollten zusammen mit Center Jim Otto in den nächsten Jahren die Leistungen der Offense der Mannschaft aus Kalifornien entscheidend mitbestimmen.
Shell hatte in der Offense der Raiders unter anderem die Aufgabe Quarterback Daryle Lamonica vor den Angriffen der gegnerischen Defense zu schützen. Das Team aus Oakland blieb eine Spitzenmannschaft und zog 1969 zum dritten Mal in Folge in das AFL-Endspiel ein. Gegner waren die von Hank Stram betreuten Kansas City Chiefs, die mit 17:7 die Oberhand behielten. Auch in den Jahren 1970, 1973, 1974 und 1975 wurde Shell und den Raiders der Einzug in den Super Bowl verwehrt. Im ersten AFC Championship Game unterlagen sie 1970 den Baltimore Colts mit 27:17, 1973 den Miami Dolphins mit 27:10, 1974 den Pittsburgh Steelers mit 24:13 und nochmals 1975 mit 16:10.
Daryle Lamonica hatte 1974 seine Laufbahn in der NFL beendet. Ken Stabler, der bereits seit 1970 bei dem Team aus Kalifornien unter Vertrag stand, hatte 1973 ihn von der Position des Starting-Quarterbacks verdrängt. Shell und Upshaw waren auch für den Schutz von Stabler mitverantwortlich. Die Serie von Endspielniederlagen endete für Shell im Jahr 1976. Das Team hatte in der Regular Season lediglich eines von 14 Spielen verloren und zog mit diesem Ergebnis in die Play-offs ein. Gegner im Divisional-Play-off-Spiel waren die New England Patriots, die knapp mit 24:21 besiegt werden konnten. Im AFC Championship Game traf die Mannschaft erneut auf die von Chuck Noll betreuten Steelers. Der Mannschaft um Art Shell gelang die Revanche für die beiden vorhergehenden Endspielniederlagen und gewann mit 24:7. Gegner im daran anschließenden Super Bowl XI waren die Minnesota Vikings, die sich mit 32:14 der Mannschaft aus Oakland geschlagen geben mussten. Stabler blieb auch aufgrund der Leistung seiner Offensive Line um Shell und Upshaw in den Play-offs fehlerfrei und warf vier Touchdownpässe. 1977 konnten Shell und die Raiders ihren Super Bowl Titel nicht verteidigen. Sie trafen im AFC Championship Game auf die Denver Broncos und verließen mit einer 20:17-Niederlage das Spielfeld.
Nach der NFL-Saison 1978 übernahm Tom Flores das Traineramt bei den Raiders. Stabler wiederum verließ das Team im Jahr 1979 und wurde durch Jim Plunkett ersetzt. Mit ihnen feierte Art Shell in der NFL-Saison 1980 seinen zweiten Super Bowl Sieg. Das Team hatte elf von 16 Spielen gewonnen und zog damit in das Wildcard Spiel der American Football Conference (AFC) gegen die Houston Oilers ein. Das Spiel endete mit 27:7 für die Raiders, die auch das nachfolgende Divisional-Play-off-Spiel gegen die Cleveland Browns mit 14:12 gewinnen konnten. Im AFC Championship Game trafen die Raiders auf die San Diego Chargers und konnten sich in dem Spiel knapp mit 34:27 behaupten. Dick Vermeil war mit seinen Philadelphia Eagles der Gegner der Raiders im Super Bowl XV. Die Raiders gewannen das Spiel mit 27:10. Auch in dieser Endrunde kam der Offensive Line von Shell eine besondere Bedeutung zu. Plunkett warf acht Touchdownpässe, davon drei im Super Bowl, bei drei eigenen Interceptions.
Gene Upshaw beendete nach der Spielrunde 1981 seine Laufbahn und auch die Spielerlaufbahn von Art Shell neigte sich dem Ende zu. Aufgrund von Verletzungen konnte er in der Saison 1982 nur noch acht Spiele für die mittlerweile nach Los Angeles umgezogenen Raiders bestreiten. Ab 1983 war er als Assistenztrainer von Flores bei den Raiders tätig.

## Trainerlaufbahn
Art Shell blieb bis 1989 Assistenztrainer der Raiders. 1983 konnte sein Team mit einem 38:9-Sieg gegen die Washington Redskins im Super Bowl XVIII den dritten Super Bowl gewinnen. Im Laufe der Saison 1989 löste er Mike Shanahan als Head Coach der Mannschaft ab. Er war damit der erste dunkelhäutige Trainer in der NFL. In der Nachfolgesaison zog Shell mit seiner Mannschaft nach zwölf Siegen aus 16 Spielen in das AFC Championship Game ein, wo man den Buffalo Bills deutlich mit 51:3 unterlag. Nachdem die Raiders 1991 und 1993 noch in die Play-offs einziehen konnten, verloren sie im Jahr 1994 sieben von 16 Spielen und scheiterten bereits in der Hauptrunde. Shell wurde daraufhin vom Besitzer der Raiders, Al Davis, entlassen. Shell heuerte danach als Assistenztrainer von Marty Schottenheimer bei den Kansas City Chiefs an und wechselte als Assistent von Dan Reeves im Jahr 1997 zu den Atlanta Falcons. Im Jahr 2000 wechselte er in das Management der NFL, nahm aber vor der Saison 2006 das Angebot der Raiders dort nochmals als Head Coach zu arbeiten an. Unmittelbar nach der Saison wurde er erneut entlassen, seine Mannschaft hatte nur zwei von 16 Spielen gewinnen können.

## Ehrungen
Arthur Shell spielte achtmal im Pro Bowl und wurde siebenmal zum All-Pro gewählt. Er ist Mitglied im NFL 1970s All-Decade Team, in der Pro Football Hall of Fame, in der South Carolina Athletics Hall of Fame, in der College Football Hall of Fame und in der Black College Football Hall of Fame. Im Jahr 1990 wurde er zum NFL Coach of the Year gewählt.